# Colin Muset
Colin Muset est un trouvère lorrain ou champenois, né vers 1210.

## Biographie
Colin Muset est le nom donné à un trouvère français qui dut vivre pendant la première moitié du XIIIe siècle (le siècle de Saint Louis ; naissance présumée en 1210), à la limite des comtés de Champagne et de Lorraine. Aucun manuscrit ne nous renseigne sur sa biographie et l'on ne connaît de lui que ce qu'il nous a dit dans ses chansons qui figurent parmi les plus belles pièces poétiques de ce que l'on a appelé le lyrisme bourgeois du XIIIe siècle.
Son nom même suggère qu'il s'agit d'un pseudonyme habile et plaisant, dont la signification est à peu près celle de la muse du pauvre Nicolas, sur un modèle qui annoncerait tant le colin-tampon (le tambour au petit Nicolas) que le colin-maillard (le maillet de Colin).
Il fut probablement poète courtois auprès des nobles de la région, pour faire vivre sa famille, puis il écrivit des œuvres plus personnelles dans la lignée de Jean Bodel et de Rutebeuf, apparaissant ainsi comme un précurseur de Marot.
On connaît de lui une vingtaine de textes, dont certains sont accompagnés de musique. Joseph Bédier lui attribue vingt-et-un textes, mais leur attribution est délicate, en raison de l'absence de nom d'auteur dans les manuscrits.
Son œuvre Sire Cuens j'ai viélé est considéré par les historiens[Lesquels ?] comme une critique remarquable de la noblesse du XIIIe siècle, pour un trouvère, qui normalement est censé s'attacher à celle-ci.

## Œuvres[3]
- Volez oïr la muse Muset ? (t/m, violon et contrebasse)***
- En ceste note dirai (t/moulin du 9e siècle)***
- En mai, quand li rossignolez (t/m)***
- Biaus Colins Musés, je me plaing d'une amor (t) (débat avec Jacques d'Amiens)***
- Sire cuens j'ai viélé (t/m)**
- Une novele amorette que j'ai (t)**
- Quant voi lo douz tens repairier (t)**
- Sospris sui d'une amorette (t)**
- Ancontre le tens novel (t)**
- Trop volentiers chanteroie (t/m)**
- Moult m'anue d'iver ke tant ait duré (t)**
- Or veul chanteir et soulacier (t)**
- Quant je voi lou tans refroidier (t)*
- Quant je voi yver retorner (t/m)*
- Quant li malos brut (t)*
- Il me covient renvoisier (t/m)*
- Je chantasse d'amorettes (t)*
- Bel m'est li tens (t)*
- Devers Chastelvilain (t/m)*
- Hidousement vait li mons empirant (t/m)°
- De la procession (t/m)°
- Je chante com desvez (t/m)°

[ *** ] : attribution certaine 

[ ** ] : attribution généralement retenue

[ * ] : attribution probable

[ ° ] : attribution douteuse

## Exemple
Sospris suis d’amorette 

D’une jaune pucelette :

Belle est et blonde et blanchette 

Plus que n’est une herminette,

Sa la colore vermeillette

ainsi comme une rosette. 